# Phragmatobia marginata
Phragmatobia marginata là một loài bướm đêm thuộc phân họ Arctiinae, họ Erebidae.